# Herăști (okręg Giurgiu)
Herăști – wieś w Rumunii, w okręgu Giurgiu, w gminie Herăști. W 2011 roku liczyła 2115 mieszkańców.